# Culan
Culan település Franciaországban Cher megyében. Lakosainak száma 777 fő (2022. január 1.). Culan Saint-Désiré, Reigny, Saint-Christophe-le-Chaudry, Saint-Maur, Sidiailles, Vesdun és Saint-Éloy-d’Allier községekkel határos.

## Népesség
A település népességének változása:
| Lakosok száma | 1310 | 1055 | 932  | 812  | 770  | 728  | 715  | 750  | 767  | 777  |
|               | 1968 | 1982 | 1990 | 2006 | 2013 | 2015 | 2017 | 2019 | 2020 | 2022 |